# Sempach (miasto)
Sempach (gsw. Sämpech) – miasto i gmina w środkowej Szwajcarii, w kantonie Lucerna, w okręgu Sursee. Leży nad jeziorem Sempachersee. Powierzchnia miasta wynosi 8,91 km².

## Demografia
W Sempach mieszka 4 186 osób. W 2021 roku 9% populacji gminy stanowiły osoby urodzone poza Szwajcarią. 

## Transport
Przez teren miasta przebiegają autostrada A2 oraz droga główna nr 296. 